# David de la Cruz Melgarejo
David de la Cruz Melgarejo (Sabadell, 6 de maig de 1989) és un ciclista català. És professional des del 2010 i actualment forma part del Q36.5 Pro Cycling Team.
Del seu palmarès destaca la victòria d'etapa a la Volta a Espanya del 2016 amb final a l'Alt del Naranco, i bons resultats com el segon lloc a la Volta a Astúries del 2013 i la 10a a la Volta a Califòrnia del 2014. Aquell mateix any fou convocat per disputar el seu primer Tour de França, el qual hagué d'abandonar per culpa d'una caiguda en la 12a etapa.

## Palmarès
- 2011
  - 3r a la Toscana-Terra de ciclisme
- 2013
  - 2n a la Volta a Astúries
- 2016
  - Vencedor d'una etapa de la Volta a Espanya
- 2017
  - Vencedor d'una etapa a la París-Niça
  - Vencedor d'una etapa a la Volta al País Basc
- 2018
  - Vencedor d'una etapa a la Volta a Andalusia
  - Vencedor d'una etapa a la París-Niça
- 2024
  -  Campió d'Espanya de contrarellotge

### Resultats a la Volta a Espanya
- 2013. Abandona (13a etapa)
- 2015. No surt (6a etapa)
- 2016. 7è de la classificació general. Vencedor d'una etapa
- 2017. Abandona (20a etapa)
- 2018. 15è de la classificació general
- 2019. 66è de la classificació general
- 2020. 7è de la classificació general
- 2021. 7è de la classificació general
- 2022. 21è de la classificació general
- 2023. No surt (16a etapa)

### Resultats al Tour de França
- 2014. Abandona (12a etapa)[4]
- 2020. 72è de la classificació general
- 2023. Abandona (12a etapa)[5]

### Resultats al Giro d'Itàlia
- 2015. 34è de la classificació general
- 2016. No surt (16a etapa)
- 2018. 56è de la classificació general
- 2022. Abandona (20a etapa)